# Cyrtodactylus collegalensis
Cyrtodactylus collegalensis este o specie de șopârle din genul Cyrtodactylus, familia Gekkonidae, ordinul Squamata, descrisă de Beddome 1870. Conform Catalogue of Life specia Cyrtodactylus collegalensis nu are subspecii cunoscute.